# Benalúa
Benalúa är en kommun i Spanien.   Den ligger i provinsen Provincia de Granada och regionen Andalusien, i den södra delen av landet, 300 km söder om huvudstaden Madrid. Antalet invånare är 3 351. Arean är 8,7 kvadratkilometer. Benalúa gränsar till Purullena, Fonelas och Guadix. 
Terrängen i Benalúa är platt.